# Saussurea acroura
Saussurea acroura là một loài thực vật có hoa trong họ Cúc. Loài này được Cummins miêu tả khoa học đầu tiên năm 1908.